# Dumarao
Dumarao es un municipio filipino de segunda clase, perteneciente a la provincia de Cápiz, en las Bisayas Occidentales.

## Historia
El pueblo se fundó en 1580. Hacia mediados del siglo XIX, tenía contabilizada una población de 10 141 habitantes, repartidos en 1690 casas. Aparece descrito en el segundo volumen del Diccionario geográfico, estadístico, histórico de las Islas Filipinas (1851) de Manuel Buzeta Núñez y Felipe Bravo con las siguientes palabras:

DUMARAO: pueblo con cura y gobernadorcillo, en la isla de Panay, prov. de Capiz, dióc. de Cebú; se halla sit. en los 125° 55' long., 11° 6' 30" lat., á la orilla der. del r. de Panay, que en esta parte toma el nombre de Badbaran entre los montes que separan esta prov. de la de Iloilo, lo cual hace que su clima, aunque cálido, sea bastante húmedo, siendo seguramente el mas malo de toda la isla. Este pueblo se fundó en 1580, y en el dia tiene unas 1,690 casas todas ellas de muy sencilla construccion, distinguiéndose solamente la casa parroquial y la llamada tribunal ó de justicia, en la que se halla la cárcel. Hay escuela de primeras letras, á la que concurren muchos alumnos, dotada de los fondos de comunidad, é igl. parr. de muy buena fábrica, bajo la advocacion de Nuestra Señora de las Nieves, servida por un cura regular; inmediato á esta se halla el cementerio, que es bastante capaz y ventilado. Tiene algunos caminos y calzadas por medio de los cuales se comunica con los pueblos inmediatos, y recibe el correo de la cabecera (que dista unas 9 leg.) en dias indeterminados. Su term. confina por N. con el del pueblo de Dumalag, que dista unas 2 leg.; por S. y E. con los montes que forman el límite de la prov. de Iloilo y la de Capiz, y por O. con los que separan á esta de la de Antique: el terreno es bastante estenso, quebrado y pantanoso, y abundan mucho los montes, donde se crian escelentes maderas de construccion y ebanistería, y caza mayor y menor, como búfalos, venados, javalíes, tórtolas, etc.; hay algunas minas de oro y tambien de azogue. prod.: se cosecha arroz en abundancia por ser el terreno muy á propósito para esta clase de siembre; tambien se coje algun cacao, maiz y tabaco; en sus montes, como hemos dicho, abundan muchas clases de maderas, y entre ellas las hay á propósito para la construccion de edificios y embarcaciones. ind.: la agrícola es la principal de este pueblo la cual recibe gran beneficio en razon á la bondad del terreno para la siembra del arroz. Las mugeres se dedican al tejido de algunas telas ordinarias de algodon y abacá, que les sirven para los usos doméstico; tambien se ocupan en la fabricacion de sombreros de nito, que los hacen con bastante primor. El comercio consiste en la esporatacion del arroz, que lo conducen por el r. en las estaciones de lluvias, cuando es navegable, como tambien en la del sobrante de sus demas prod. agrícolas. Asimismo llevan á los mercados de Iloilo los sombreros de nito que trabajan, donde tienen bastante venta de ellos, los cuales les reportan muchas utilidades. Del mismo modo ellos por su parte importan todos aquellso artículos de que caren. pobl. 10,141 alm., 2,005 ½ trib., que ascienden á 20,055 rs. plata, equivalentes á 50,137 y ½ rs. vn.
(Buzeta y Bravo, 1851, p. 30)

En 2020, tenía censados 49 506 habitantes.